# جامریتیلیا
جامریتیلیا (به انگلیسی: Jhumri Telaiya) یک منطقهٔ مسکونی در هند است که در بخش کودرما واقع شده‌است. جامریتیلیا ۸۷٬۸۶۷ نفر جمعیت دارد و ۳۸۳ متر بالاتر از سطح دریا واقع شده‌است.